# International Press Institute
| Gute Lage Zufriedenstellende Lage Erkennbare Probleme | Schwierige Lage Sehr ernste Lage Lage Unbekannt |

Rangliste der Pressefreiheit 2017 (Press Freedom Index, erstellt von Reporter ohne Grenzen)

Das International Press Institute (IPI), gegründet 1950 bei einem Treffen von Zeitungsredakteuren aus 15 Staaten, ist die älteste Organisation zur Stärkung der Pressefreiheit.
Heute zählt das Institut führende Redakteure und Zeitungsherausgeber aus 115 Staaten zu seinen Mitgliedern. Das IPI hat seinen Sitz in Wien (vor 2000: Zürich).

## Aktivitäten
Als eines der wichtigsten internationalen Press Freedom Watchdogs, versucht das IPI sowohl durch Intervention auf höchster staatlicher Ebene über Protestbriefe bei Angriffen auf die Meinungsäußerungsfreiheit (Morde an oder Verhaftung von Journalisten, Verschärfung von Gesetzen etc.) als auch durch Förderung von Kommunikation und Austausch zwischen den führenden Journalisten der Welt, Pressefreiheit und freien Austausch von Gedanken und Meinungen in aller Welt zu fördern. Durch die Hochrangigkeit seiner Mitglieder hat das IPI bei Protesten wohl eine relativ hohe Autorität, muss sich aber auch den Vorwurf eines „Eliteclubs“ gefallen lassen.
- Bei Angriffen und Drohungen gegen Journalisten und Medien organisiert das IPI Protestbriefe an Regierungen, ähnlich wie Amnesty International.
- IPI sorgt für Rechtsbeistände und Unterstützung in Gerichtsprozessen.
- Das IPI betreibt ausgedehnte Forschungen zu Fragen ihres Kernbereichs und veröffentlicht regelmäßig Berichte.[2] Das bekannteste Medium ist das vierteljährlich erscheinende Magazin „IPI Global Journalist“. Ab 1997 gibt es einen Jahresbericht über in Ausübung ihres Berufs umgekommene Journalisten.[3]
- Jährlich veröffentlicht das IPI einen offiziellen Bericht über Gewalt gegen Medien mit weltweitem Blickfeld.[4]
- Einmal im Jahr veranstaltet das IPI in wechselnden Städten einen internationalen Kongress, den IPI World Congress, mit mehreren hunderten Verlegern, Chefredakteuren und gestandenen Journalisten aus der ganzen Welt.

## IPI Free Media Pioneer Award
Der „IPI Free Media Pioneer Award“ wurde 1996 gestiftet. Er ehrt Persönlichkeiten oder Organisationen, die entgegen alle „Problemlagen“ in ihrem Land für freie Medien einstehen.

## 2017
Vom 18. bis 20. Mai 2017 fand in Hamburg der IPI-Weltkongress statt. Er stand unter dem Motto „Media freedom and quality in the digital age“ („Medienfreiheit und Qualität im digitalen Zeitalter“). Thematisiert wurden u. a. Einschränkungen der Pressefreiheit in aller Welt und die Inhaftierung von Journalisten z. B. in der Türkei.